# Сабаляускайте Геновайте
Геновайте Константіно Сабаляускайте (лит. Genovaitė Sabaliauskaitė; нар. 1923 — 23 червня 2020) — литовська радянська балерина, балетмейстерка, хореографиня, балетна педагогиня. Народна артистка СРСР (1964).

## Життєпис
Геновайте Сабаляускайте народилася 2 квітня 1923 року в Каунасі, Литва.
У 1934—1938 роках навчалася в балетній студії при Державному театрі в Каунасі. У 1942 році стажувалася в Ленінградському хореографічному училищі (нині Академія російського балету імені А. Я. Ваганової) (клас Агріппіни Ваганової), відвідувала уроки балерини Галини Уланової в Ленінградському театрі опери та балету імені С. Кірова.
В 1938—1965 роках (з перервою) — солістка Державного театру в Каунасі (пізніше — Державний театр опери та балету Литовської РСР, нині — Литовський національний театр опери і балету, з 1948 року — у Вільнюсі). Виступала в основних партіях класичного репертуару.
У 1965—1968 роках — головна балетмейстерка театру.
Гастролювала за кордоном (Польща (1959), Туреччина (1960), Болгарія (1962), Фінляндія (1963) та інші країни).
З 1952 року вела педагогічну роботу на хореографічному відділенні Школи мистецтв ім. М. Чюрльоніса (Вільнюс).
У 1970—1971 роках — балетмейстерка-педагогиня Національного балету Чилі в Сантьяго.
З 1978 року живе у Німеччині.

## Нагороди та звання
- Народна артистка Литовської РСР (1957)[5]
- Народна артистка СРСР (1964)
- Два ордени.

## Партії
- Жізель — «Жізель» А. Адана
- Одетта-Одиллія — «Лебедине озеро» П. І. Чайковского
- Егіна — «Спартак» А. І. Хачатуряна
- Франческа — «Франческа да Ріміні» на музику П. І. Чайковського
- Лауренсія — «Лауренсія» А. А. Крейна
- Дівчина — «Привид Троянди» на музику К. М. фон Вебера
- Кітрі — «Дон Кіхот» на музику Л. Мінкуса
- Сольвейг — «Пер Гюнт» на музику Е. Гріга
- Зарема — «Бахчисарайський фонтан» Б. В. Асаф'єва[6]
- Зобейда — «Шехеразада» на музыку М. А. Римського-Корсакова
- Принцеса Аврора — «Спляча красуня» П. І. Чайковського
- Тао Хоа — «Червоний мак» Р. М. Глієра
- Раймонда — «Раймонда» О. К. Глазунова
- Егле — «Егле – королева вужів» Е. Бальсіса
- Аудроне — «Аудроне» Ю. С. Індри
- Касте — «На березі моря» Ю. Юзелюнаса
- Маріте і Ванда — «Невістка» Ю. Ю. Пакальніса[7].

## Постановки
- 1954 — «Коппелія» на музику Л. Деліба
- 1962 — «Франческа да Ріміні» на музику П. І. Чайковського[8].